# Closterus oculatus
Closterus oculatus är en skalbaggsart som beskrevs av Charles Joseph Gahan 1890. Closterus oculatus ingår i släktet Closterus och familjen långhorningar.
Artens utbredningsområde är Madagaskar. Inga underarter finns listade i Catalogue of Life.